# Chaireas
Chaireas war ein antiker griechischer Geschichtsschreiber. Er lebte im 3./2. Jahrhundert v. Chr.
Über Chaireas und sein Werk ist nichts bekannt. Er wird nur von Polybios in dessen Historien zusammen mit dem Geschichtsschreiber Sosylos kurz erwähnt. Bei beiden handelte es sich offenbar um Hannibalhistoriker, gegen die Polybios polemisierte: Ihre Schilderungen seien nicht glaubwürdig und kaum mehr als Geschwätz.
Die Glaubwürdigkeit des Chaireas kann aufgrund des vollständigen Verlusts seines Werks nicht eingeschätzt werden. Da aber aus dem Werk des Sosylos ein Papyrusfragment erhalten ist und dieses durchaus wertvolle Angaben enthält, ist das Urteil des Polybios mit Skepsis zu betrachten. Vermutlich ist seine polemische Kritik auf die sehr wahrscheinlich pro-karthagische Haltung beider Autoren zurückzuführen.